# Thomas Seitz
Thomas Seitz (nascido em 8 de outubro de 1967 em Ettenheim) é um advogado e político alemão da AfD; ele é membro do völkisch - grupo nacionalista denominado Der Flügel ("The Wing") do seu partido. Desde 2017 é membro do Bundestag.